# Comuna Kornîn, raionul Rivne, regiunea Rivne
Kornîn (în ucraineană Корнин) este o comună în raionul Rivne, regiunea Rivne, Ucraina, formată din satele Kolodenka, Kornîn (reședința) și Zahoroșcea.

## Demografie
Componența lingvistică a comunei Kornîn
     Ucraineană (98,3%)
     Rusă (1,57%)
     Alte limbi (0,09%)
Conform recensământului din 2001, majoritatea populației comunei Kornîn era vorbitoare de ucraineană (98,3%), existând în minoritate și vorbitori de rusă (1,57%).